# Stasimopus unispinosus
Stasimopus unispinosus là một loài nhện trong họ Ctenizidae. S. unispinosus được miêu tả năm 1903 bởi William Frederick Purcell.